# Usko Meriläinen
Usko Aatos Meriläinen (født 27. januar 1930 i Tampere - død 12. november 2004 i Helsinki, Finland) var en finsk komponist, dirigent og lærer.
Meriläinen studerede komposition på Sibelius Akademiet hos bl.a. Aarre Merikanto, og senere privat hos bla Ernst Krenek i Darmstadt. Han arbejdede som dirigent, og underviste i komposition på Tampere Universitet. Meriläinen har skrevet 6 symfonier, orkesterværker, kammermusik, koncertmusik, balletmusik, elektronisk musik, vokalmusik etc.

## Udvalgte værker
- Symfoni nr. 1 (1953) - for orkester
- Symfoni nr. 2 (1964) - for orkester
- Symfoni nr. 3 (1971) - for orkester
- Symfoni nr. 4 "Alasin" (1975) - for orkester
- Symfoni nr. 5 (1976) - for orkester
- Symfoni nr. 6 "Kehrä" (1996 rev. 2003) - for orkester